# Orgyia splendida arcerii
Orgyia splendida arcerii is een vlinderondersoort uit de familie van de spinneruilen (Erebidae), onderfamilie donsvlinders (Lymantriinae). Het is ondersoort van Orgyia splendida. De wetenschappelijke naam van de ondersoort is voor het eerst geldig gepubliceerd in 1923 door Ragusa. 
Deze nachtvlinder komt voor in Europa.